# Candyman 3: Day of the Dead
Candyman 3: Day of the Dead (alternativ titel: Candyman: Day of the Dead) är en amerikansk skräckfilm/slasherfilm från 1999 i regi av Turi Meyer, från ett manus skrivet av honom och Al Septien. Filmen, som är en uppföljare till Candyman: Farewell to the Flesh från 1995, är den tredje filmen i Candyman-serien, som i sin tur bygger på Clive Barkers novell Det förbjudna från 1985. Huvudrollerna i filmen spelas av Tony Todd och Donna D'Errico.
Filmen släpptes direkt till video i USA den 9 juli 1999, detta av Artisan Entertainment. Den efterföljdes sedan av den fjärde filmen Candyman år 2021, som i sin tur är en direkt uppföljare till 1992 års Candyman.

## Handling
Filmens handling kretsar för tredje gången i rad om den krokhandade mördaren Candyman (riktigt namn: Daniel Robitaille), som denna gång har återvänt för att försöka övertyga sin släkting/ättling, konstgalleriägaren Caroline McKeever (dotter till Annie Tarrant och Paul McKeaver), att ansluta sig till hans sida, och samtidigt bli till en helt legendarisk figur. Under filmens gång anklagar han även henne för en serie med avskyvärda mord på hennes vänner och kollegor, vilket leder till att hon inte har någon annanstans att ta vägen.

## Rollista (i urval)
| Tony Todd               | – Candyman / Daniel Robitaille |
| Donna D'Errico          | – Caroline McKeever            |
| Jsu Garcia (Nick Corri) | – David De La Paz              |
| Ernie Hudson Jr.        | – Jamal Matthews               |
| Wade Williams           | – Samuel Deacon Kraft          |
| Robert O'Reilly         | – L.V. Sacco                   |
| Lombardo Boyar          | – Enrique                      |
| Lupe Ontiveros          | – Abuela                       |
| Elizabeth Guber         | – Jamie Gold                   |
| Mark Adair-Rios         | – Miguel Velasco               |
| Nicole Contreras        | – Cristina De La Paz           |
| Rena Riffel             | – Lena                         |
| Mike Moroff             | – Tino                         |
| Chris Van Dahl          | – Dante                        |
| Alexia Robinson         | – Tamara                       |
| Elizabeth Hayes         | – Annie Tarrant                |
| Laura Mazur             | – Caroline Sullivan            |
| Jud Meyers              | – Fritz                        |